# Präfekturuniversität Yamaguchi

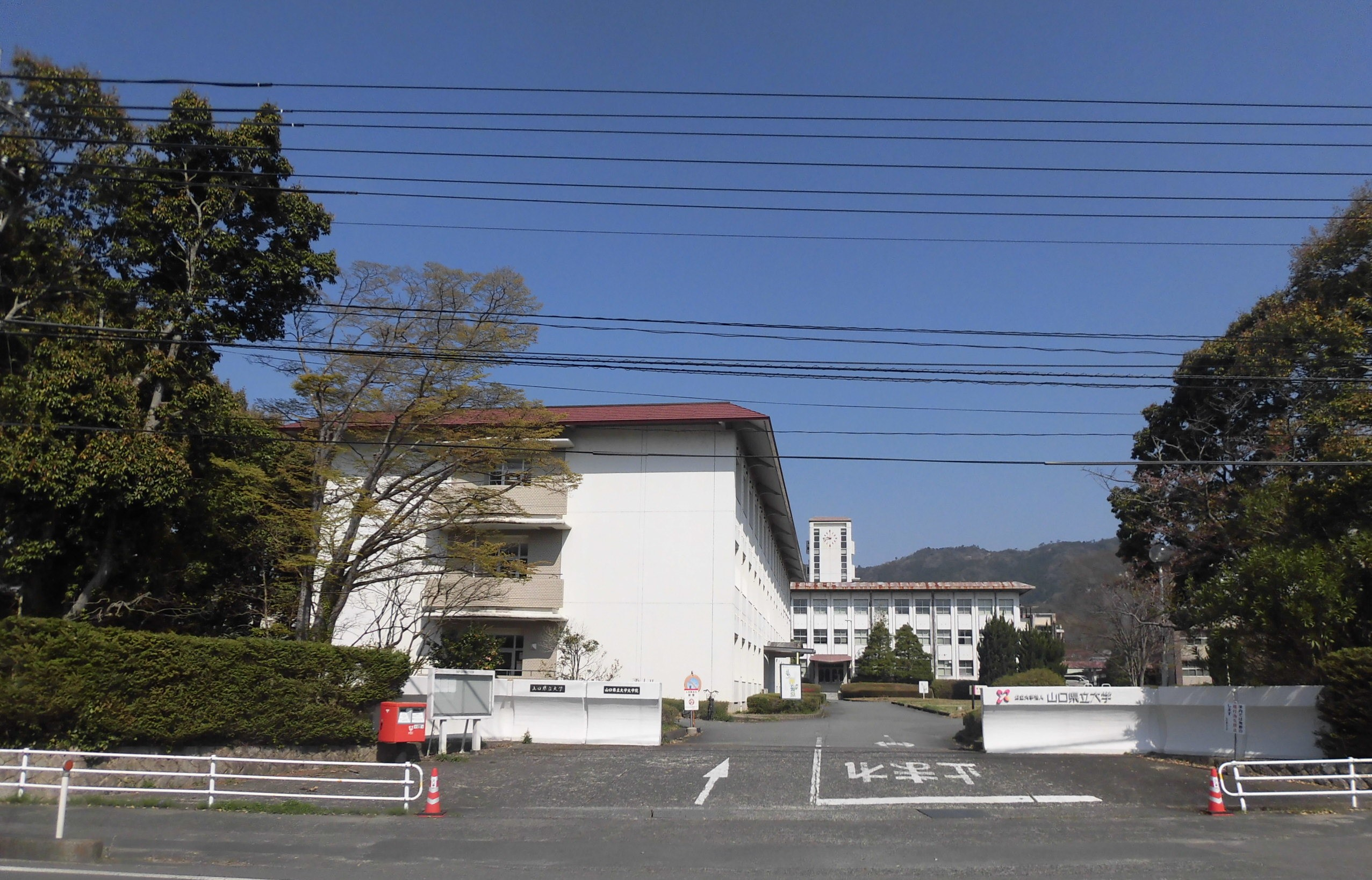
Ehemaliges Haupttor zum Südcampus (2022)

Die Präfekturuniversität Yamaguchi (japanisch 山口県立大学 Yamaguchi-kenritsu daigaku; engl. Yamaguchi Prefectural University, kurz: YPU) ist eine öffentliche (präfekturale) Universität in Yamaguchi in der Präfektur Yamaguchi (Japan).

## Geschichte
Die Universität wurde 1941 als Präfekturale Frauenfachschule Yamaguchi (山口県立女子専門学校 Yamaguchi-kenritsu joshi semmon gakkō). 1950 wurde sie in Frauen-Kurzuniversität Yamaguchi (山口女子短期大学, Yamaguchi joshi tanki daigaku) reorganisiert. Sie hatte Abteilungen für Japanische Literatur, Haushaltswissenschaft und Kinderpflege. 1975 wurde sie zur 4-jährigen Frauen-Universität Yamaguchi (山口女子大学 Yamaguchi joshi daigaku) erhoben.
1996 wurde die Universität eine koedukative Hochschule und erhielt den heutigen Namen. Die Fakultät für Pflegewissenschaft wurde im neuen Nordcampus hinzugefügt. 1999 richtete die Präfekturuniversität die Graduiertenschule (Masterstudiengänge) ein, 2006 dann die Doktorkurse. Ab 2016 bis dem April 2024 zogen die Fakultäten in die neuen Gebäude auf dem Nordcampus um. Im Südcampus daueren nur Sporteinrichtungen.

## Fakultäten
- Fakultät für Interkulturelle Studien
  - Abteilung für Interkulturelle Studien
  - Abteilung für Kultur und Kreative Künste
- Fakultät für Soziale Wohlfahrtswissenschaften
- Fakultät für Pflege- und Ernährungswissenschaft
  - Abteilung für Pflegewissenschaft
  - Abteilung für Ernährungswissenschaft